# Воронцова Марія Володимирівна
Марія Володимирівна Воронцова (рос. Мария Владимировна Воронцова, при народженні Путіна, після одруження — Фаассен, 28 квітня 1985, Ленінград) — російський педіатр та ендокринолог, старша донька чинного президента Росії Володимира Путіна.
З квітня 2022 року у зв'язку із повномасштабним вторгненням Росії в Україну перебуває під санкціями США, Євросоюзу та Великої Британії.

## Біографія

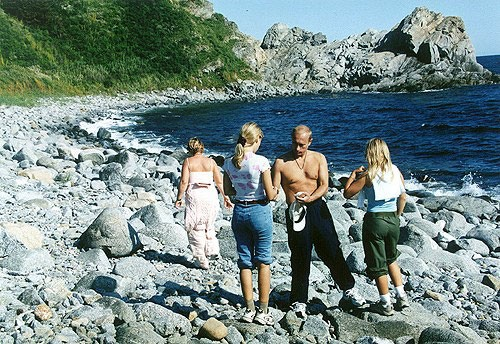
Сім'я Путіна 2002 рік

Марія Воронцова народилася 28 квітня 1985 року в місті Ленінград, СРСР. З 1986 по 1990 роки проживала в НДР.
На початку 90-х рр. поступила на навчання в німецьку гімназію Петершулі, розташовану в Санкт-Петербурзі.
В 1996 році переїхала на постійне проживання в Москву.
В 2002 році отримала атестат про загальну середню освіту.
В 2003 році вступила в Санкт-Петербурзький університет на біолого-ґрунтовий факультет.
З середини 2000-х років постійно проживає поза межами Росії.
В 2013 році в ЗМІ з'явилась інформація, що Марія проживає в м. Ворсхотен (Нідерланди) з нідерландцем Йоррітом Фаассеном (нід. Jorrit Joost Faassen), колишнім високопоставленим співробітником компаній «Стройтрансгаз» і «Газпром».
13 листопада 2023 року Мария Воронцова отримала посаду члена правління Московського товариства медичних генетиків.

## Сім'я

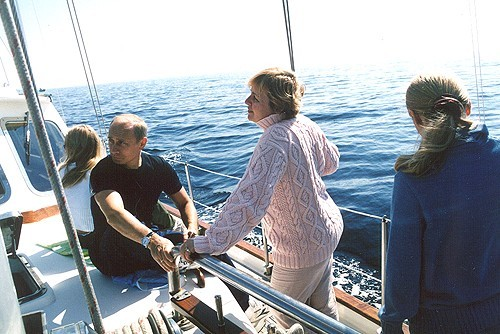
Катерина, Володимир, Людмила і Марія Путіни в Приморському краї РФ в 2002 році

- Батько: Путін Володимир Володимирович — президент Російської Федерації.
- Мати: Путіна Людмила Олександрівна.
- Сестра: Путіна Катерина Володимирівна.
- Чоловік: Йорріт Фаассен[en] (Jorrit Joost Faassen).[13]
- За опублікованими неофіційними даними, 15 серпня 2012 року в Центральній клінічній лікарні УД Президента РФ в Москві у Марії і Йорріта народився син.

## Санкції
До Воронцової Марії та її активів накладені економічні санкції багатьох країн світу.
З 19 жовтня 2022 року знаходиться під персональними санкціями України.